# Brach's

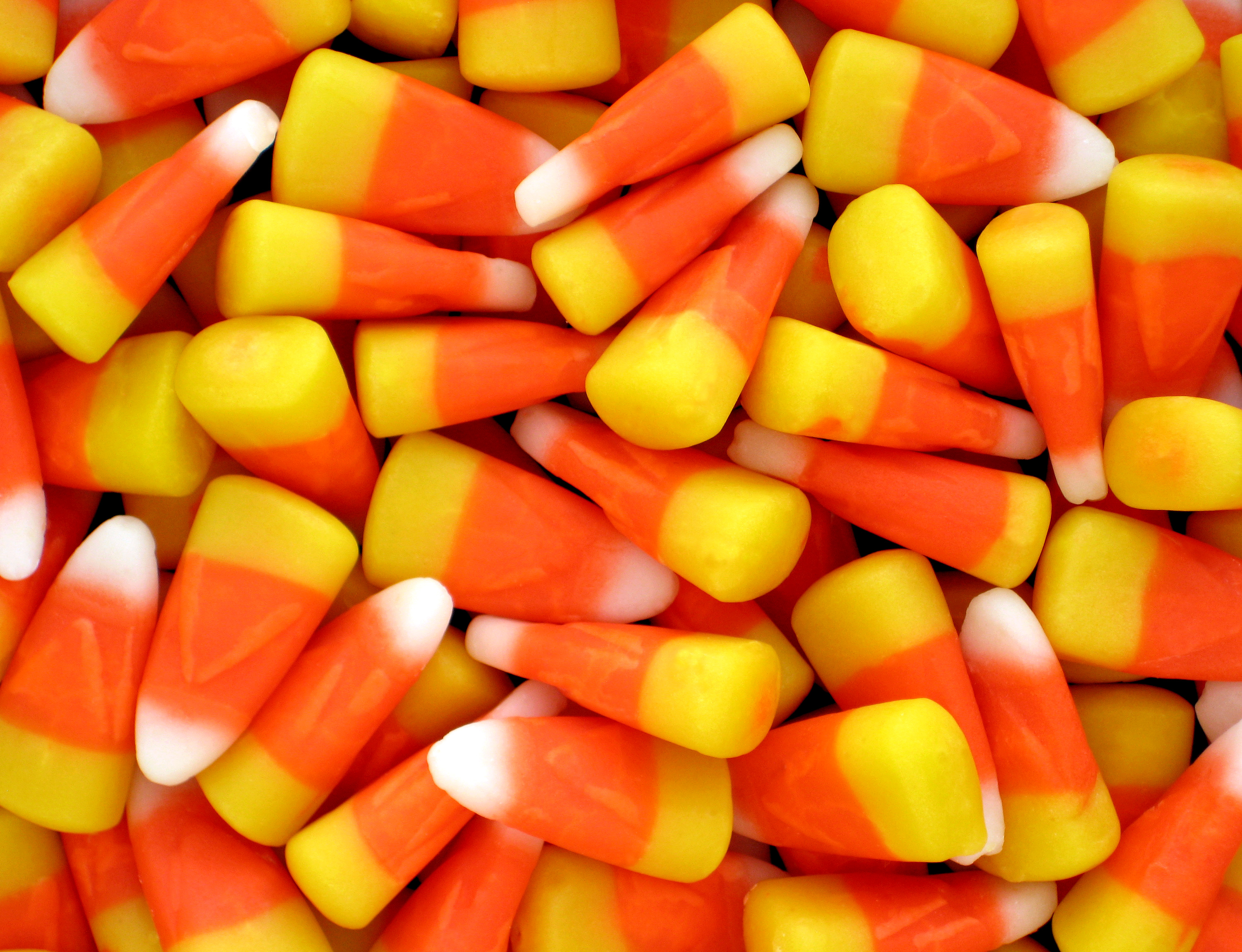
Brach's Candy Corn.

Brach s Confections, är en amerikansk godistillverkare med huvudkontor i Oakbrook Terrace i Illinois. I november 1980 såldes Brach's Confections till Bertram Johnson och 2012 slogs det samman med Ferrara Pan Candy Company för att bilda Ferrara Candy Company.

## Historia
Företaget grundades 1904 av Emil J. Brach, som investerade sina besparingar på 1 000 dollar i en godisbutik med skyltfönster. Han döpte butiken till "Brach's Palace of Sweets" och det låg i hörnet av North Avenue och Towne Street i Chicago, Illinois. Genom att investera i ytterligare utrustning kunde han sänka sina produktionskostnader och sälja sitt godis för 20 cent per pund, långt under de mer typiska 50 cent per pund som hans konkurrenter tog betalt. År 1911 omsatte han 50 000 pund per vecka.
Brach's Candy Corn är den bästsäljande godismajsprodukten i USA. Den är mest förknippat med Halloween, men kan köpas året runt. Den finns i en mängd olika smaker som Pumpkin Spice, S'mores och Caramel.